# 巴勒斯坦红新月会
巴勒斯坦红新月会（阿拉伯語：جمعية الهلال الأحمر الفلسطيني，縮寫），成立于1968年由亚西尔·阿拉法特的弟弟法特希·阿拉法特创建。巴勒斯坦红新月会是一个人道组织，属于国际红十字与红新月运动的一部分。该组织提供医院、应急药品、救护车服务、并在约旦河西岸和加沙地带设立初级卫生保健中心。其总部设于耶路撒冷附近的拉姆安拉。2006年6月，巴勒斯坦红新月会正式获得了红十字国际委员会和红十字会与红新月会国际联合会的承认。与此同时，以色列红大卫盾会和政治上中立的红水晶标志也获得承认。

## 救护车服务
1996年，当时的巴勒斯坦解放组织领导人亚西尔·阿拉法特要求巴勒斯坦红新月会承担为巴勒斯坦人提供应急医疗和救援服务的使命。巴勒斯坦红新月会提供大部分救护车服务。共有41个急救站和急救点，22个流动一线急救点，122辆救护车，346名紧急救护技术员以及500多名志愿者来提供救护车服务。
紧急救护学院于1996年创立，负责根据国际标准培训工作人员和紧急救护技术员。此外，巴勒斯坦红新月会在设立全国紧急呼救号码101方面发挥着重要作用。

## 特殊问题
以色列与巴勒斯坦之间的冲突给提供医疗服务带来了一些特殊问题：
以色列方面表示，曾无数次发现巴勒斯坦救护车运送炸弹、导弹或伪装成患者的恐怖分子。因此，以色列国防军的政策是不论患者病情如何严重，所有巴勒斯坦救护车在路障处都必须停车接受检查。
据巴勒斯坦红新月会称，以色列国防军成员在地面和空中都曾故意袭击巴勒斯坦救护车，并以违反国际人道法的方式阻止或阻碍他们执行任务。例如，在2003年，据巴勒斯坦红新月会的报道，在以色列定居者和以色列国防军的袭击中，有7名巴勒斯坦红新月会工作人员受伤，12辆救护车遭到损坏。而且巴勒斯坦红新月会救护车曾584次被拒绝进入或延误进入救援地区。
在2008至2009年加沙战争中，“大赦国际”驳回了以色列提出的哈马斯系统地利用医疗机构、车辆和制服作为掩护的控告。“大赦国际”称没有证据表明存在这样的行为。此外，红大卫盾会在向调查加沙战争的联合国任务团提交的报告中说明：“巴勒斯坦红新月会救护车未被用于运输武器或弹药……巴勒斯坦红新月会也未曾滥用过标志。”

## 外部連結
- 巴勒斯坦紅新月會